# 이봉 (후한)
이봉(李封, ? ~ 195년)은 중국 후한 말 여포 휘하의 장수이다.

## 생애
설란과 같이 거야(鉅野)를 지키다 이건의 아들 이정(李整)에게 패해 서기 195년 전사하였다.